# Holsthum

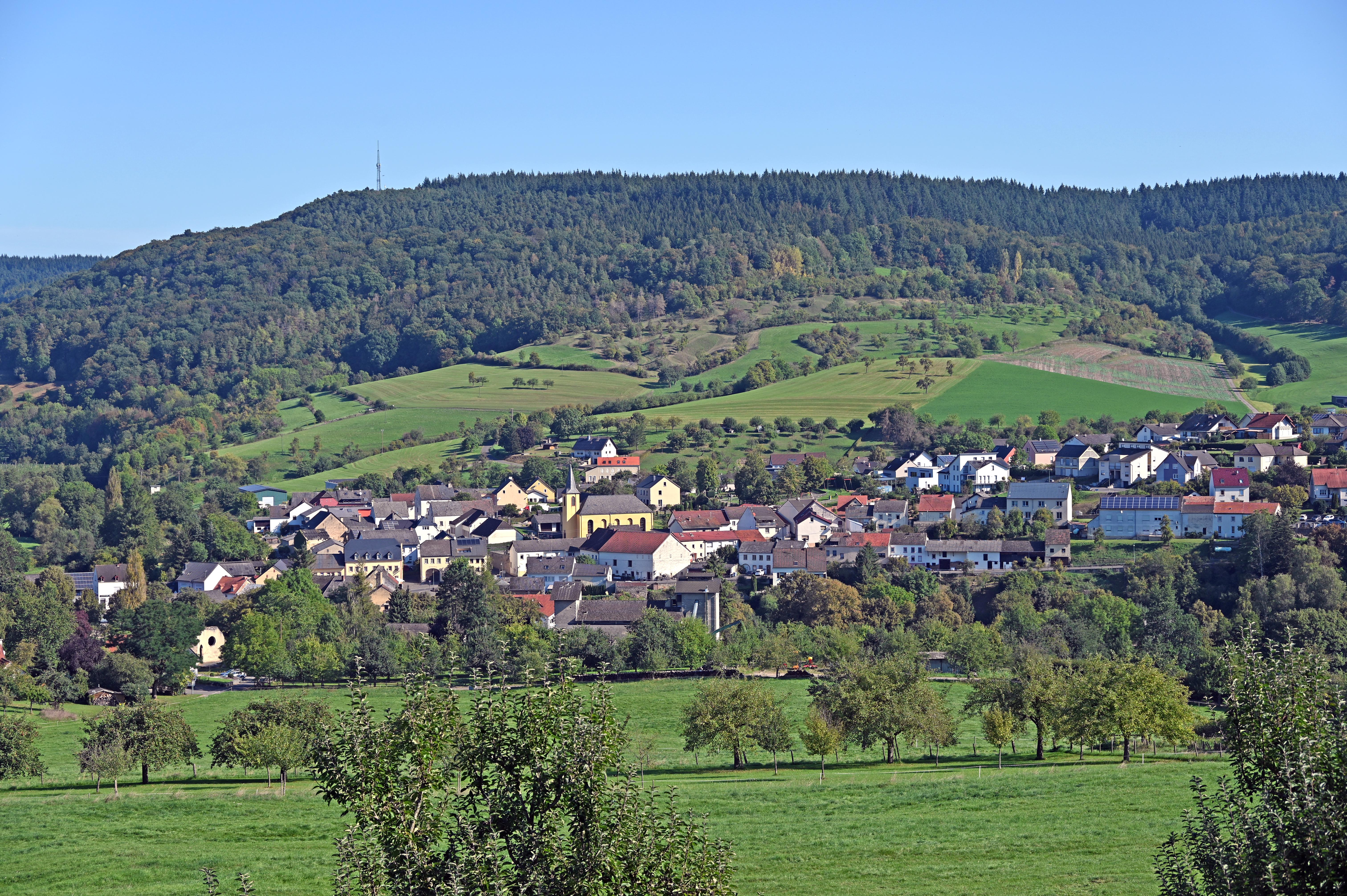
Holsthum von Süden

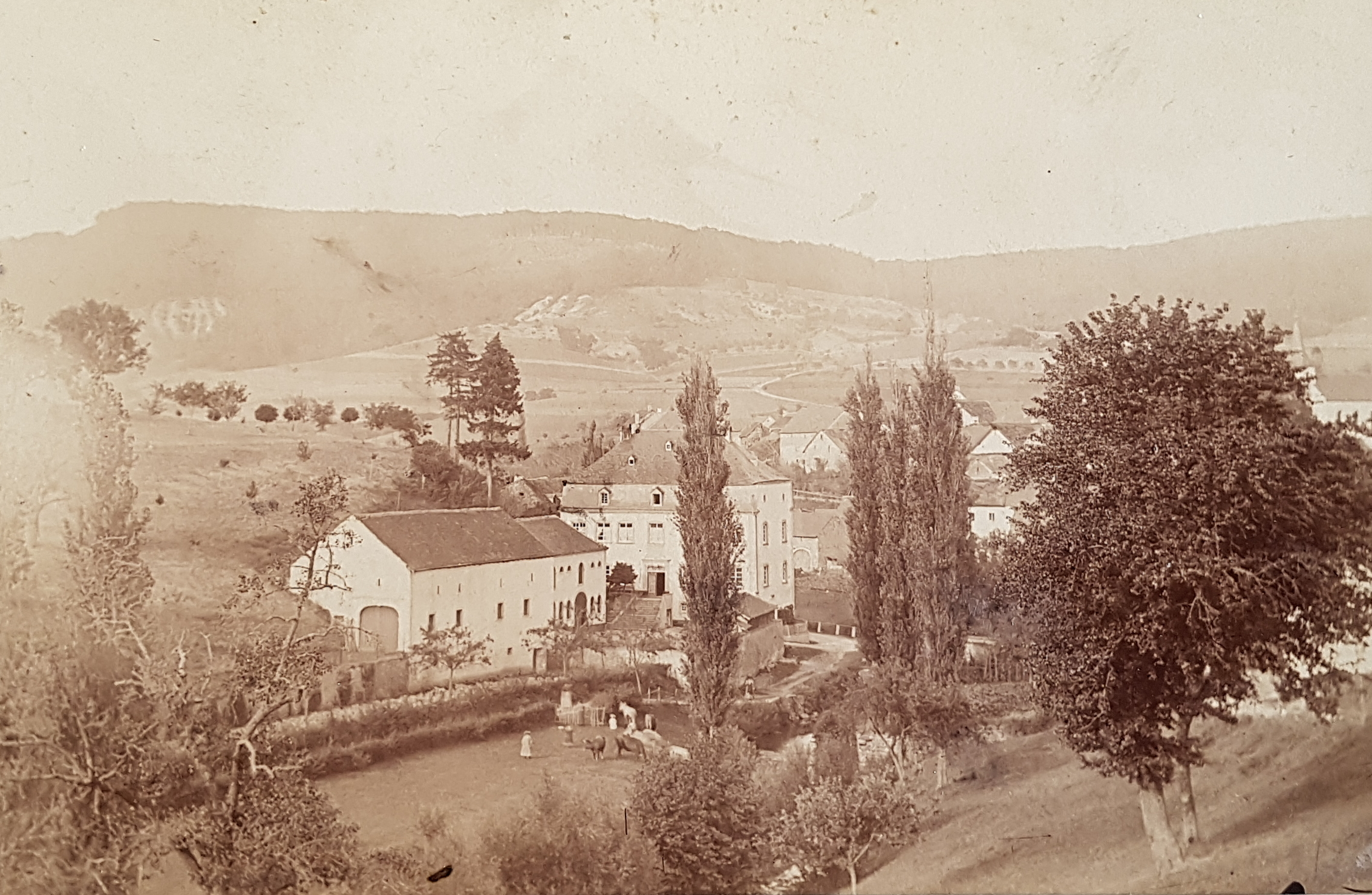
Schloss Holsthum (um 1895)

Holsthum (dialektal Holzem) ist eine Ortsgemeinde im Eifelkreis Bitburg-Prüm in Rheinland-Pfalz. Sie gehört der Verbandsgemeinde Südeifel an. Holsthum ist ein staatlich anerkannter Erholungsort.

## Geographie
Holsthum liegt an der Mündung der Enz in die Prüm im Naturpark Südeifel. Zur Gemeinde gehört auch der Weiler Holsthumerberg.
Nachbarorte von Holsthum sind die Ortsgemeinden Peffingen im Norden, Wolsfeld im Nordosten, Alsdorf im Osten, Prümzurlay und Ferschweiler im Süden sowie Schankweiler im Nordwesten.

## Geschichte

### Vorgeschichte
Bereits in der Altsteinzeit vor rund 30.000 Jahren lebten in der Gegend um Holsthum Menschen in Freilandstationen, was die Funde von steinzeitlichen Artefakten belegen. Aus der Jungsteinzeit gibt es Funde der Glockenbecherkultur durch eine Armschutzplatte und einen durchbohrten Anhänger. Eine Besiedlung in der Bronzezeit ließ sich durch die Funde von bronzenen Armringen und Fragmente eines Zierbandes aus Goldblech nachweisen. Aus der Urnenfelderzeit stammen Fundstücke aus ausgegrabenen Brandgräbern.
In der Ortsumgebung gab es eine römerzeitliche Besiedlung, was römische Siedlungsstellen und römische Brandgräberfelder belegen. Dazu zählt auch die in den 1990er Jahren freigelegte Römische Villa.

### Mittelalter und Neuzeit

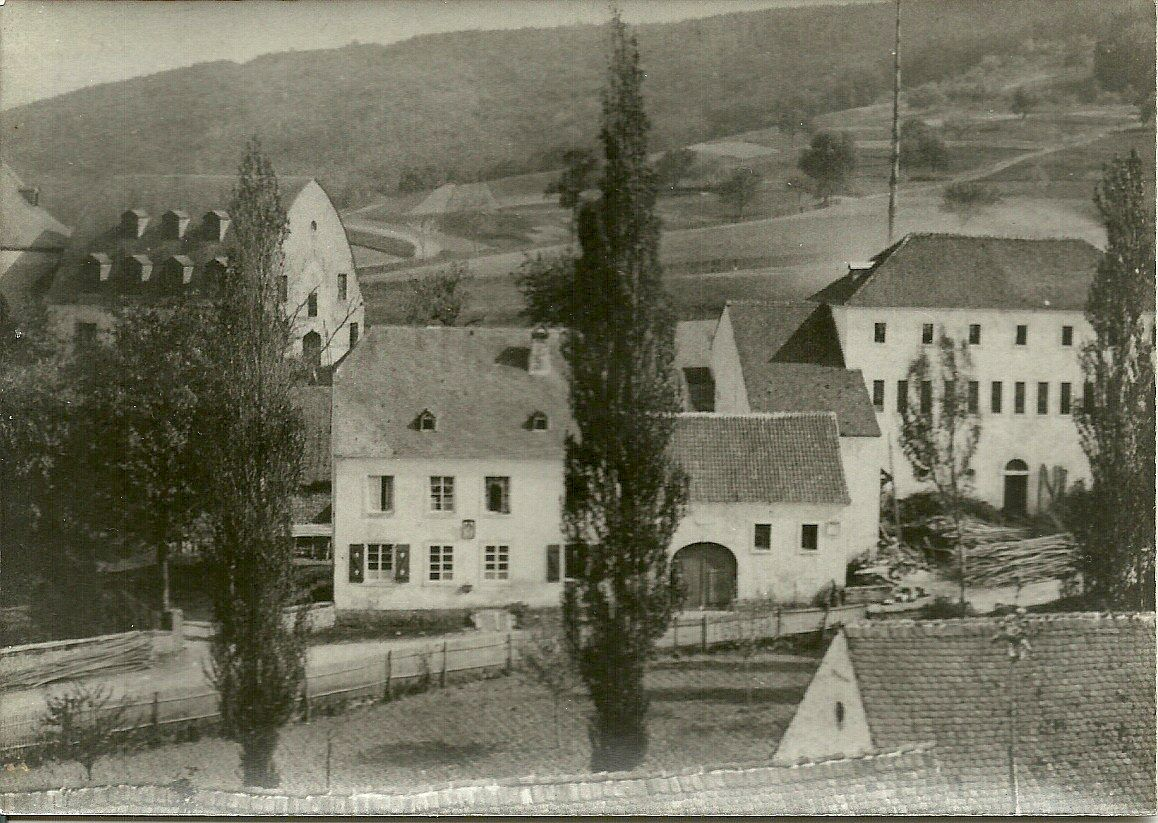
Glashütte, Verwalterhaus und Glasschleiferei (um 1900)

Holsthum wird in den Quellen erstmals 869 als Holzheim erwähnt. Der Franke Leofrid schenkte der Abtei Echternach den herrenmansus Bedense in villa nucupante Holzheim (Landgut in Holzheim). Um 1100 erschien die Siedlung Holzheim im Echternacher Prozessionsverzeichnis als Holzem. Diese Form des Ortsnamens ist im Holsthumer Platt sowie in vielen weiteren Moselfränkischen Dialekten nach wie vor gebräuchlich. In einem Visitationsprotokoll aus dem Jahre 1570 ist die Rede von einer Kapelle in Holzthump. Ab 1772 hat sich als schriftliche Bezeichnung Holsthum durchgesetzt.
Schankweiler und Holsthum bildeten gemeinsam einen Hof mit insgesamt 21 Stockgütern und gehörte spätestens um 1400 den Herren von Bourscheid, deren Sitz die nördlich von Diekirch gelegene Burg Bourscheid war. Im 15. Jahrhundert waren die Weiher von Nickenich Inhaber der Herrschaft Bourscheid. Durch Heirat mit Margaretha Weiher von Nickenich erbte Dietrich von Metternich-Sommerberg 1496 den Besitz. Dessen Sohn Wolfgang Heinrich von Metternich-Sommerberg verstarb 1699 als letzter seiner Linie. Die Tochter Wolfgang Heinrichs brachte die Herrschaftsrechte ihrem Gatten Karl Kaspar Hugo von Metternich-Müllenark zu. Maria Theresia von Eltz-Rodendorf, Enkelin des letztern, heiratete Franz Ludwig Schenk von Schmidtburg vom Schloss Gemünden und besaß durch Erbe ein Fünftel der Herrschaft Bourscheid. 1765 konnte sie alle Anteile in ihrer Hand vereinigen. Der Herrschaftsverwalter Johann Dominik Laeis begründete 1769 die Holsthumer Glashütte und erbaute im Auftrag der Baronin Marie Therese Schenk von Schmidtburg 1789 das heutige Schloss Holsthum.
Ab 1801 gehörte Holsthum zur französischen Mairie Schankweiler (Wälderdepartement), ab 1816 zur preußischen Bürgermeisterei Schankweiler (Rheinprovinz), die 1909 zum Amtsbezirk Wolsfeld kam. Die Pfarrei, zu der 1803 noch Peffingen gekommen war, trägt seit 1941 den Namen Holsthum. 1970 kam Holsthum nach Auflösung des Amts Wolsfeld zur neu gebildeten Verbandsgemeinde Irrel, die 2014 in die neue Verbandsgemeinde Südeifel aufging.
Die 1810 errichtete Kirche St. Mariä Himmelfahrt und St. Rochus wurde im Zweiten Weltkrieg stark beschädigt und 1966 verändert wiederaufgebaut. Der alte Teil dient seither als Querhaus zum Neubau. Zur Pfarrei Holsthum gehört auch die Schankweiler Klause, die anstelle eines Vorgängerbaus auf der Schankweiler Höhe 1762 neu errichtet wurde.
Die Kriegsgräberstätte Holsthum ist Ruheort für 243 im Zweiten Weltkrieg gefallene Soldaten aus ganz Deutschland, darunter der Generalleutnant Kurt Möhring. Sie ist eine der Besichtigungspunkte des Wanderweges Promenade du Souvenir (Westwallwanderweg), der grenzüberschreitend über geschichtliche Ereignisse der Ardennenoffensive 1944/45 informiert.

### Statistik zur Einwohnerentwicklung
Die Entwicklung der Einwohnerzahl von Holsthum, die Werte von 1871 bis 1987 beruhen auf Volkszählungen:
| Jahr | Einwohner |
| ---- | --------- |
| 1815 | 322       |
| 1835 | 541       |
| 1871 | 478       |
| 1905 | 472       |
| 1939 | 478       |
| 1950 | 522       |
| 1961 | 542       |

| Jahr | Einwohner |
| ---- | --------- |
| 1970 | 498       |
| 1987 | 519       |
| 1997 | 562       |
| 2005 | 557       |
| 2011 | 620       |
| 2017 | 648       |
| 2023 | 635       |

## Politik

### Gemeinderat
Der Gemeinderat in Holsthum besteht aus zwölf Ratsmitgliedern, die bei der Kommunalwahl am 9. Juni 2024 in einer Mehrheitswahl gewählt wurden, und dem ehrenamtlichen Ortsbürgermeister als Vorsitzendem.

### Bürgermeister
Klaus-Dieter Reschke wurde am 15. Januar 2020 erneut Ortsbürgermeister von Holsthum, nachdem er dieses Amt bereit von 2009 bis 2014 ausgeübt hatte. Da bei der Direktwahl am 26. Mai 2019 kein gültiger Wahlvorschlag eingereicht wurde, oblag die Neuwahl des Bürgermeisters dem Rat. Dieser entschied sich einstimmig für Reschke. Bei der Direktwahl am 9. Juni 2024 wurde Klaus-Dieter Reschke als einziger Bewerber mit einem Stimmenanteil von 91,7 % für weitere fünf Jahre in seinem Amt bestätigt.
Zwischen 2014 und Januar 2020 hatte Heinz Faust das Amt bekleidet (zuletzt geschäftsführend). Reschkes Vorgänger Heinz Berscheid († 2021) war von 1989 bis 2009 Bürgermeister der Ortsgemeinde.

### Wappen
| Wappen von Holsthum | Blasonierung: „Silber, geteilt durch eine blaue Wellendeichsel, oben eine rote heraldische Lilie belegt mit einem silbernen Kreuz, heraldisch rechts ein roter Portikus bestehend aus einem Dreiecksdach und sechs Säulen, heraldisch links eine rote, fallende Hopfendolde.“ |
| Wappen von Holsthum | Wappenbegründung: Oben im Wappen dargestellt ist eine heraldische Lilie, belegt mit einem silbernen Kreuz. Dies und der silberne Hintergrund des Wappens soll Bezug nehmen auf fast 900 Jahre Zugehörigkeit der Gemeinde zu Luxemburg. Heraldisch rechts dargestellt ein Portikus, ein Hinweis auf die Freilegung einer Römischen Villa. Links dargestellt ein Hopfenfruchtzapfen mit Ranke, ein Symbol für den Anbau der örtlichen Sonderkultur. Die blaue Wellendeichsel im Wappen stellt die Prüm dar, die den Ort teilt. Die senkrechte Wellendeichsel symbolisiert den Enzbach, der in Holsthum in die Prüm mündet. |

## Kultur und Sehenswürdigkeiten
- Römische Villa Holsthum
- Schloss Holsthum
- Kapelle St. Rochus

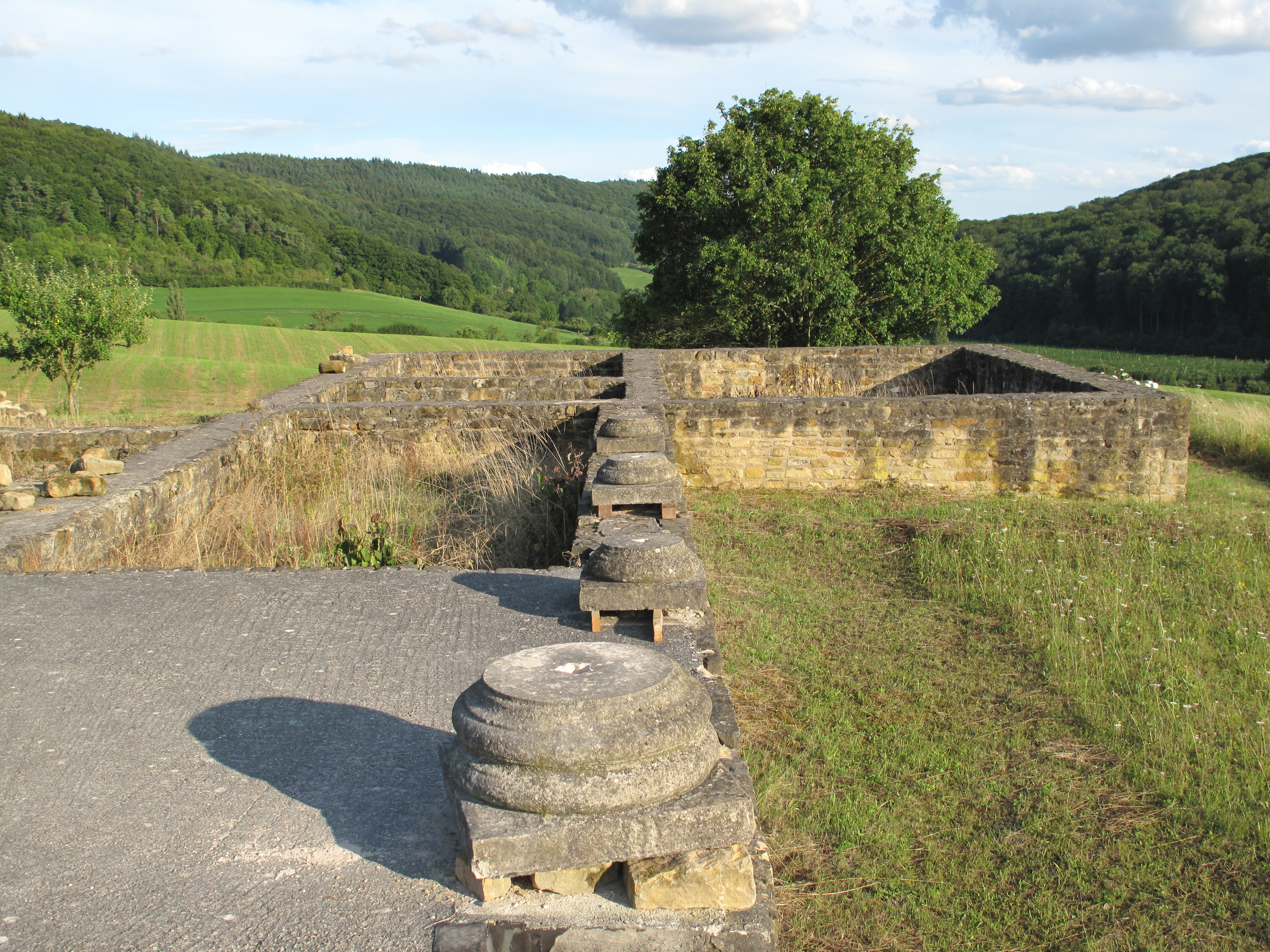
Römische Villa Holsthum (2012)

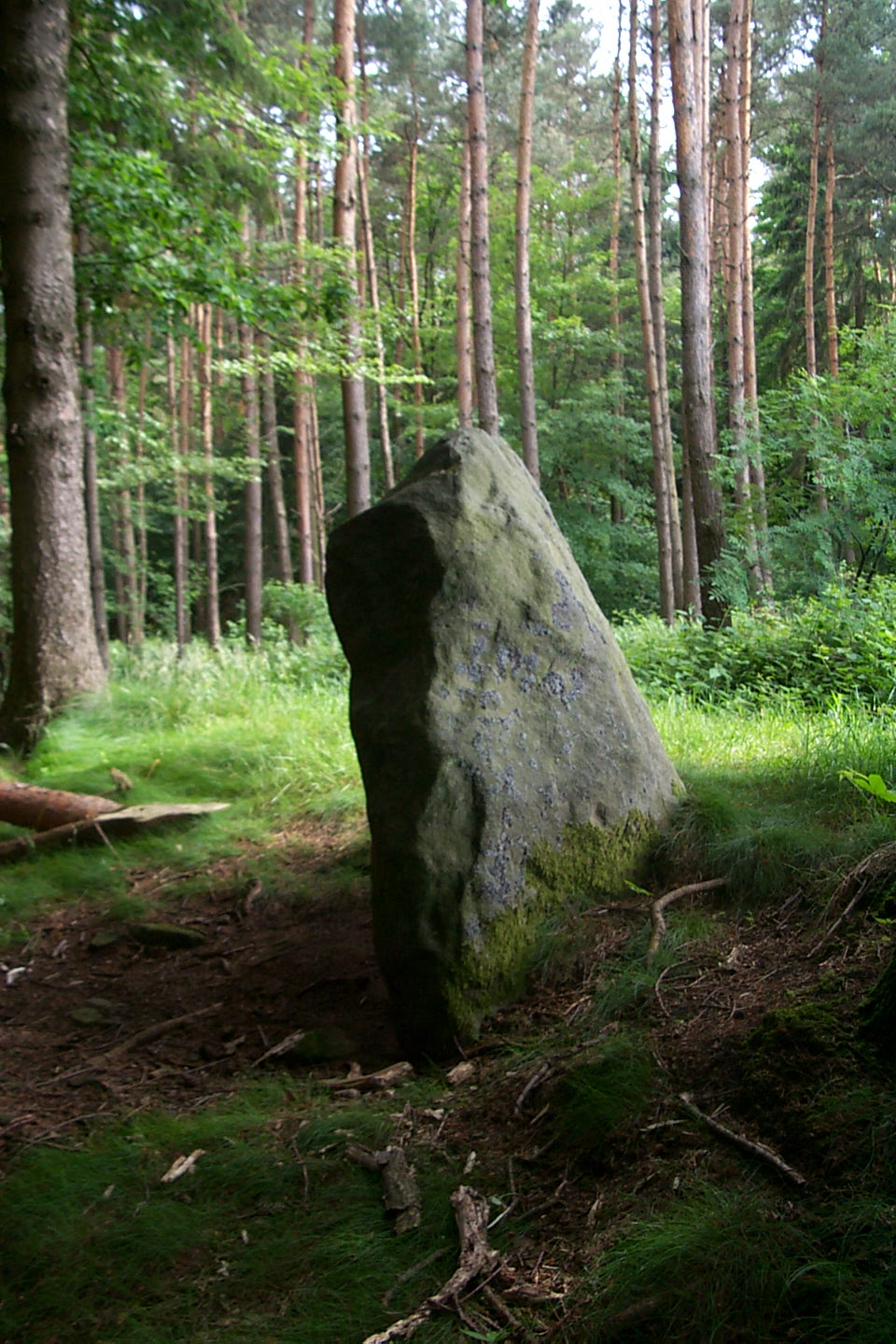
Menhir „Langenstein“

- Hüttenbrennen am ersten Sonntag der Fastenzeit (sogenannter Scheef-Sonntag)[14]
- Menhire: Der sogenannte Langenstein und der Menhir in der Gründelhecke
- Ehemalige Glashütte[15]
- Kriegsgräberstätte Holsthum
- Mariensäule von 1920
- Wanderwege Holsthum[16]
- Westwallwanderweg Promenade du Souvenir[17]

Siehe auch: Liste der Kulturdenkmäler in Holsthum
Siehe auch: Liste der Naturdenkmale in Holsthum

## Verkehr
In Holsthum kreuzen sich die beiden Landesstraßen L 2 und L 4. Von ihnen zweigt im Ort die Kreisstraße K 19 nach Ferschweiler ab.

## In Holsthum geboren
- Wilhelm Gebers (* 1944), Prähistoriker